# Helga Hoffmann
Helga Hoffmann (República Federal Alemana, 24 de septiembre de 1937) fue una atleta alemana especializada en la prueba de salto de longitud, en la que consiguió ser medallista de bronce europea en 1966.

## Carrera deportiva
En el Campeonato Europeo de Atletismo de 1966 ganó la medalla de bronce en el salto de longitud, con un salto de 6.38 metros, siendo superada por la polaca Irena Kirszenstein que batió el récord de los campeonatos con 6.55 m, y la búlgara Diana Yorgova (plata con 6.45 m).